# Shane O'Donoghue
Pour les articles homonymes, voir O'Donoghue.
Shane O'Donoghue est un joueur international de hockey sur gazon irlandais qui joue au poste de milieu de terrain au Glennane HC.

## Biographie
Shane est né le 24 novembre 1992 à Dublin.

## Carrière

### En club
En club, il a joué au KHC Dragons en Belgique de 2014 à 2016 et de 2018 à 2020 avant son retour en Irlande au Glennane HC,.

### En équipe nationale
En 2015, il a représenté l'Irlande pour participer à l'Euro 2015 à Londres. En 2016, il a représenté l'Irlande pour concourir aux Jeux olympiques d'été de 2016 à Rio. En 2018, il a concouru à la Coupe du monde 2018 qui s'est tenu à Bhubaneswar.

## Palmarès
- : 3e à l'Euro 2015